# Forces Armades de Líbia
Les Forces Armades de Líbia (àrab: القوات المسلحة الليبية, al-Quwāt al-Musallaḥa al-Lībiyya) van ser creades després dels primers dies de la Guerra Civil de Líbia que va tenir lloc l'any 2011 contra el règim de Moammar al-Gaddafi per part de les forces rebels. Està sota el comandament del Govern de Líbia, i el seu quarter general és a la ciutat de Trípoli. Les Forces Armades de Líbia estan formades per l'Armada de Líbia, l'Exèrcit de Líbia, i la Força Aèria de Líbia, aquestes forces disposen de diverses armes; com ara fusells, armes antiaèries, i tancs.

## Força naval
L'Armada de Líbia és la branca marítima de les Forces Armades de Líbia, fou establerta el novembre de 1962.Es tracta d'una força naval de caràcter petit i poder no tan significatiu explicant solament amb un reduït nombre d'embarcacions ràpides dedicades principalment al patrullatge, a pesar que en els seus començaments gaudia de cert poder avui en dia disposa d'una minúscula capacitat d'autodefensa perquè el seu arsenal és molt escàs. L'Armada, sempre ha estat la menor de les branques de les Forces Armades de Líbia, i depenia dels recursos estrangers per obtenir equipament, recanvis i entrenament.
El seu primer vaixell de guerra li va ser lliurat en 1966. Inicialment, els seus efectius, es van limitar a petits bucs, però això, va canviar després de l'arribada al poder del coronel Muammar al-Gaddafi en 1969. Des d'aquell moment, Líbia va començar a armar-se amb equipaments d'Europa i de la Unió Soviètica. Les forces de policia de duanes i la policia de port, van ser fusionades amb l'Armada en 1970, així com les seves responsabilitats.
La marina de guerra de la Gran Jamahiriyya Àrab Líbia Popular Socialista va ser completament desarticulada en el mes de maig de 2011, durant la Guerra Civil Líbia.

## Força aèria
La Força Aèria Libia és la branca de les Forces Armades de Líbia que s'encarrega de la defensa i vigilància de l'espai aeri de Líbia. El mes de març de 2011; disposava d'un personal de 22.000 efectius. Existeixen tretze bases militars a Líbia.

## Força terrestre
Quan el regne de Líbia es va independitzar en 1951, els veterans de l'Exèrcit sanusita original varen formar el nucli de l'Exèrcit reïal de Líbia. Encara que l'Exèrcit libi disposava de una gran quantitat d'equipament la major part fou adquirida a l'antiga Unió Soviètica en els anys 70 i 80 i aquest equipament estava en gran manera obsolet. Un alt percentatge resta emmagatzemat i una gran quantitat d'equipament ha estat venuda a diversos països africans.
Al començament de la Guerra Civil Líbia de 2011, l'Exèrcit libi va patir desercions, ja que molts soldats eren contraris al Govern del líder suprem Moammar al-Gaddafi i varen decidir lluitar contra el seu líder, varen formar juntament amb voluntaris civils, l'Exèrcit Nacional de Líbia. Després de les derrotes de l'Exèrcit libi gadafista contra els rebels, aquests van prendre Trípoli, la capital, enderrocant el dictador, i van crear un nou Govern anomenat Consell Nacional de Transició. El Consell va passar a controlar l'Exèrcit libi, els soldats varen deixar de donar suport a l'ex-president Gadafi, llevat d'uns pocs, que van desertar del nou exèrcit libi i varen continuar amb la resistència. L'Exèrcit libi va aconseguir posar fí a la resistència gadafista, finalitzant llavors la Guerra civil amb l'execució de l'ex-president Moammar al-Gaddafi. Tanmateix la seva mort no va posar fí a la violència a Líbia, jà que actualment l'Exèrcit libi, dirigit pel general Khalifa Belqasim Haftar, encara lluita i fa front a les incursions internes provocades pels antics gadafistes que no volen reconèixer el nou Govern. També cal dir que les milícies islamistes de la capital Trípoli, estan en estat de guerra amb el govern del feneral Haftar, aquest govern té la seu a la ciutat costanera de Tobruk.